# Norense Odiase
Norense Owen Odiase (* 14. September 1995 in Fort Worth, Texas) ist ein US-amerikanischer Basketballspieler.

## Karriere
Norense Odiases spielte für die Red Raiders der Texas Tech University. In seiner Junior-Saison erlitt er nach nur drei Spielen eine Fußverletzung, die ihn zum Aussetzen der restlichen Saison als Redshirt zwang. Nachdem er zwischenzeitlich einen Wechsel an ein anderes College in Betracht zog, blieb er schließlich doch an der Texas Tech und verhalf seiner Mannschaft in seinem Senior-Jahr zum Einzug ins NCAA-Finalturnier. Er beendete seine Collegezeit mit insgesamt 594 Rebounds, 626 Punkten und 79 Blocks sowie 108 Siegen, was einen Rekord für Spieler an der Texas Tech bedeutet.
Im NBA-Draft 2019 blieb Odiase unberücksichtigt, woraufhin er an der eurobasket-Summer-League teilnahm. Er nahm im Anschluss am Trainingscamp der Phoenix Suns teil und spielte in der Saison 2019/20 für die Northern Arizona Suns, dem Farmteam der Suns in der NBA G-League. 2020 gab der deutsche Bundesligist Brose Bamberg die Verpflichtung des Centers bekannt. Nach lediglich 12 Spielen mit geringen Spielanteilen wechselte er zu Science City Jena in die ProA. Mit den Saalestädtern erreichte er die Finalrunde, verpasste jedoch den sportlichen Aufstieg.